# Kino „Atlantic”
Kino „Atlantic” – najstarsze nieprzerwanie działające kino w Warszawie. Znajduje się przy ulicy Chmielnej 33. Posiada cztery sale kinowe o łącznej pojemności widowni 794 osoby.

## Historia kina
Budynek kina powstał w południowo-wschodnim narożniku posesji, na której od strony ulicy od ok. 1880 znajdowała się trzypiętrowa kamienica frontowa. 
Otwarcie kina nastąpiło w lutym 1930. Projektantami kina byli architekci Jerzy Sosnkowski i Juliusz Żórawski, a wykonawcą Biuro Budowlane T. Czosnowski i Ska. Należało do najnowocześniejszych kin przedwojennej Warszawy i jako pierwsze było przystosowane do projekcji filmów dźwiękowych. 
Budynek kina przetrwał II wojnę światową. W 1944 spłonęła natomiast kamienica frontowa i w 1946 została ona najpierw obniżona o jedno piętro, a w kolejnych latach całkowicie rozebrana. „Atlantic” został ponownie otwarty 19 września 1945 jako czwarte (po „Syrenie”, „Polonii” i „Tęczy”) powojenne kino. Pierwszym wyświetlonym tam filmem był radziecki film Berlin.
W końcu lat 50. XX w. kino doczekało się kapitalnego remontu. Zlikwidowano resztki ruin kamienicy przylegającej do budynku kina, a na jego dachu pojawił się słynny niebieski neon z napisem „Atlantic”. Uroczyste otwarcie nastąpiło 25 kwietnia 1960 roku i uświetniła je premiera polskiego filmu Do widzenia, do jutra. Po raz kolejny kino stało się najnowocześniejszym w mieście. Działało nieprzerwanie do końca lat 90., kiedy to zostało zamknięte do gruntownej przebudowy. Ponowne otwarcie nastąpiło 14 stycznia 2000. Kino zyskało cztery nowe klimatyzowane sale o pojemnościach: Sala A (158 miejsc), Sala B (221 miejsc), Sala C (259 miejsc), Sala D (156 miejsc). Zniknął wówczas efektowny neon i zastąpił go nowy.
Kino wyposażone jest w nowoczesną aparaturę do odtwarzania filmów w technologii 3D oraz Dolby Surround. Prezentuje repertuar komercyjny. Przy kinie znajduje się kawiarnia.
Z końcem 2020 roku firma Viktonex przestała być operatorem kina. W styczniu 2021 roku kino przejęła spółka Max-Film, której właścicielem jest samorząd województwa mazowieckiego. W lutym 2021 roku kino zostało włączone do sieci NoveKino.

## Kino w kulturze masowej
- W powieści Zły (1955) Leopolda Tyrmanda kino jest miejscem akcji grupy warszawskich koników usiłujących wykupić jak największą liczbę biletów[5].